# San Francisco Coacalco
San Francisco Coacalco es una localidad mexicana y cabecera municipal de Coacalco de Berriozábal, en el norte del Estado de México, su nombre proviene del náhuatl, significa En la casa de la serpiente.

## Toponimia
San Francisco Coacalco está identificado como el altépetl indígena de Coacalco al norte de México-Tenochtitlán, su significado es Lugar en la casa de la serpiente. El patrónimo lo obtuvo con la llegada de los europeos durante la fundación de la parroquia, la localidad fue encomendada al santo patrón de San Francisco de Asís, por los franciscanos.

## Turismo

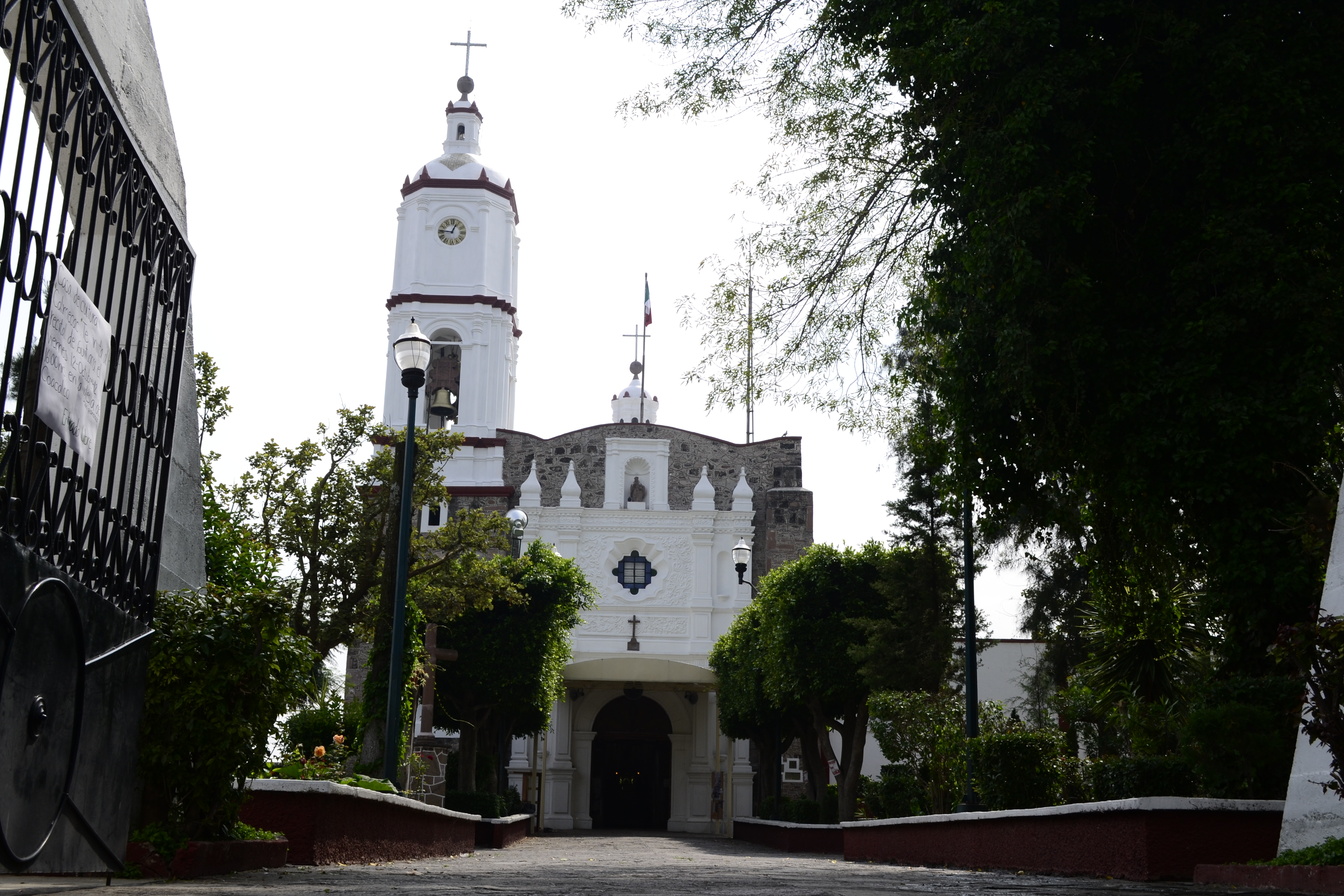
Parroquia de San Francisco de Asís.

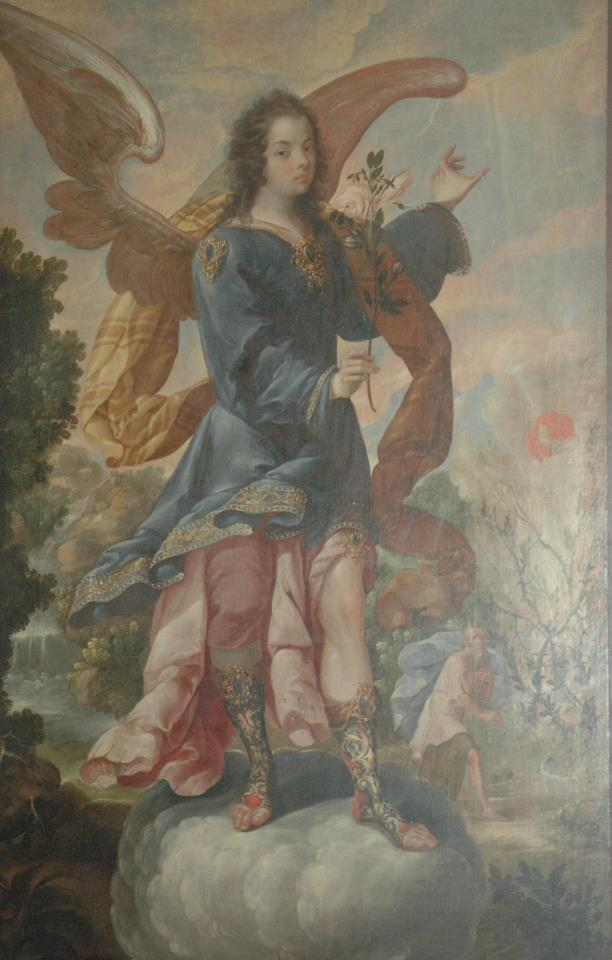
Arcángel Barraquiel

En la cabecera municipal, se puede visitar la parroquia de San Francisco de Asís, la construcción del templo se inició en 1580 y se calcula que a principios del siglo XVII se terminan de construir; en sus muros se observan piedras reutilizadas que pertenecieron a una construcción anterior, seguramente del conjunto prehispánico explicado anteriormente. El templo se encuentra delimitado por una gran barda en la que encontramos manifestaciones de arte popular como las estaciones del vía crucis o reloj de sol. La portada de la fachada y la torre conjuga el barroco tardío y el neoclásico temprano. En el interior encontramos la imagen de San Francisco de Asís y una gran cantidad de pinturas, todas del siglo XVII.
En el coro alto se aprecia un órgano estilo ibérico, de constructor anónimo en 1791, restaurado recientemente por el maestro organero mexicano Eduardo Bribiesca, el órgano se encuentra actualmente bajo la titularidad del organista mexicano Víctor Contreras.